# Duinbekermos
Duinbekermos (Cladonia pocillum, synoniem: Cladonia pyxidata) is een korstmossoort uit de familie Cladoniaceae. Het komt alleen voor op plekken met kalkrijk zand. Deze soort groeit vaak in de buurt van vals rendiermos (Cladonia rangiformis). Kenmerkend voor deze soort zijn de platliggende, samengesmolten grondschubben, de schotelvormige, beschorste korrels aan de binnenzijde van de beker en het ontbreken van sorediën.

## Determinatie

### Uiterlijke kenmerken
Duinbekermos is een zeer variabel korstmos dat grijsgroen tot grijsbruin kan zijn en gewoonlijk vrij brede, bekervormige podetiën vormt op een korte steel. De podetiën zijn meestal grijs, maar op zonnige plaatsen kunnen deze ook bruinachtig gekleurd zijn. De steel is tot 0,5 tot 1,5 cm hoog en verandert langzaam in een beker van 3 tot 6 mm breed. De rand van de beker is bezet met kleine, donkerbruine pycnidiën. 
Er zijn ook basale, dichte, kleine blaadjesachtige structuren die meestal een beetje opgerold zijn en ook grijsgroen van kleur zijn. Deze bebladering bevindt zich aan de binnen- en buitenkant en heeft een diameter van 2 tot 5 mm lang en 1 tot 3 mm breed. De vorming van apotheciën is relatief zeldzaam. Deze zijn meestal gesteeld en bruinachtig en hebben een diameter van 0,5 tot 5 mm. 
Kenmerkend voor duinbekermos zijn de platliggende samengesmolten grondschubben.
Het heeft de volgende kenmerkende kleurreacties: K- of K+ (geel), C-, KC-, P+ (rood), UV-.

### Microscopische kenmerken
In één ascus zitten acht kleurloze eencellige sporen met afmetingen van 9-15 × 3,5-4 μm.

## Verspreiding
Duinbekermos kent een kosmopolitische verspreiding; het komt voor op alle continenten van de wereld, inclusief Antarctica, het Noordpoolgebied en vele eilanden. Het is het meest talrijk in gebieden met een koud en gematigd klimaat. In Nederland is de soort zeldzaam. Het staat op de Nederlandse Rode Lijst met de status 'kwetsbaar'. Bekende vindplaatsen zijn de kalkrijke duinen en opgespoten schelpzand en mergel (Limburg).